# المغرى (يافع)

تعديل مصدري - تعديل

المغرى هي إحدى قرى عزلة لبعوس بمديرية يافع التابعة لمحافظة لحج، بلغ تعداد سكانها 554 نسمة حسب تعداد اليمن لعام 2004.